# Pemfling
Pemfling ist eine Gemeinde im Oberpfälzer Landkreis Cham.

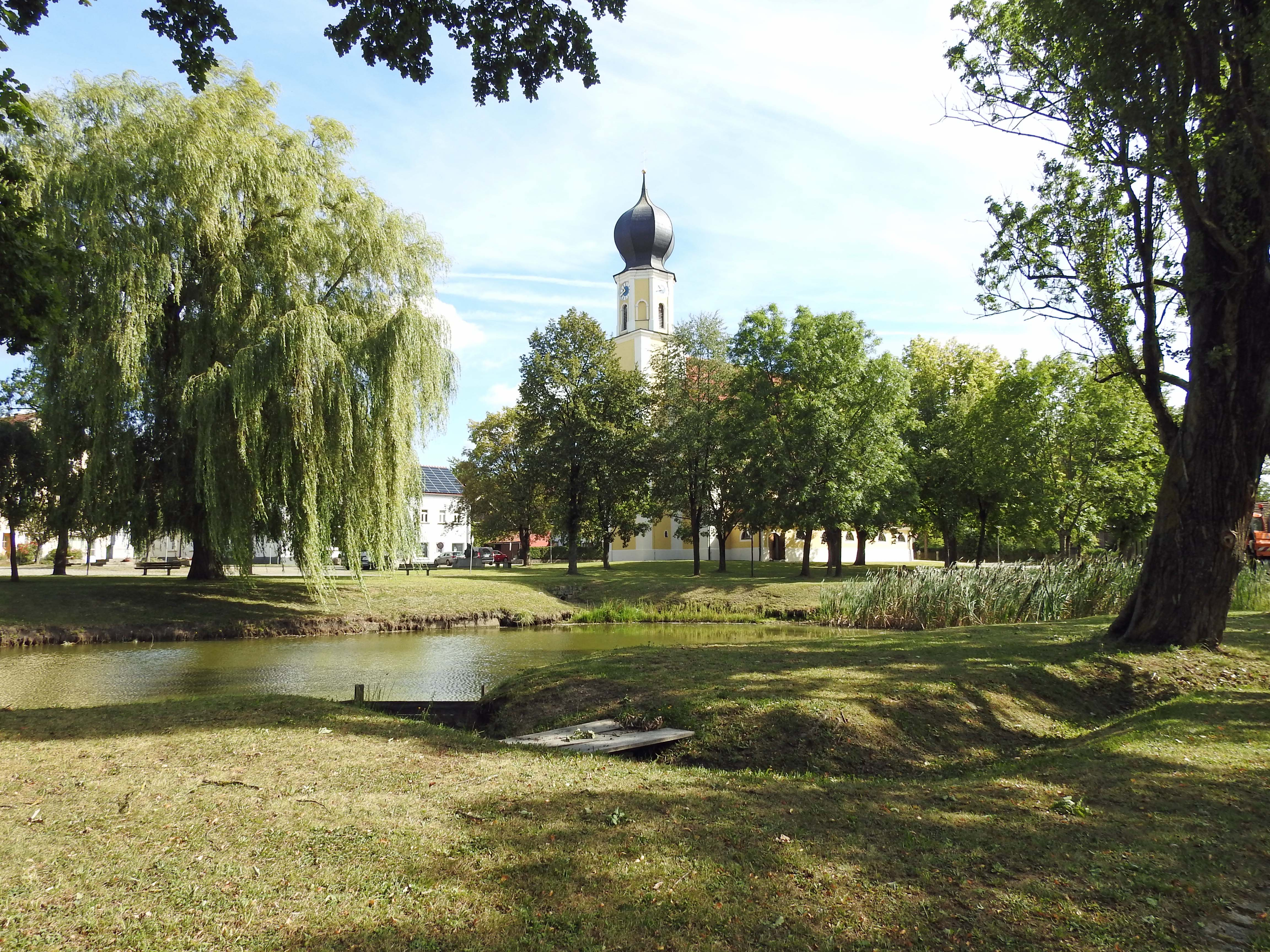
Dorfteich mit Pfarrkirche St. Andreas in Pemfling

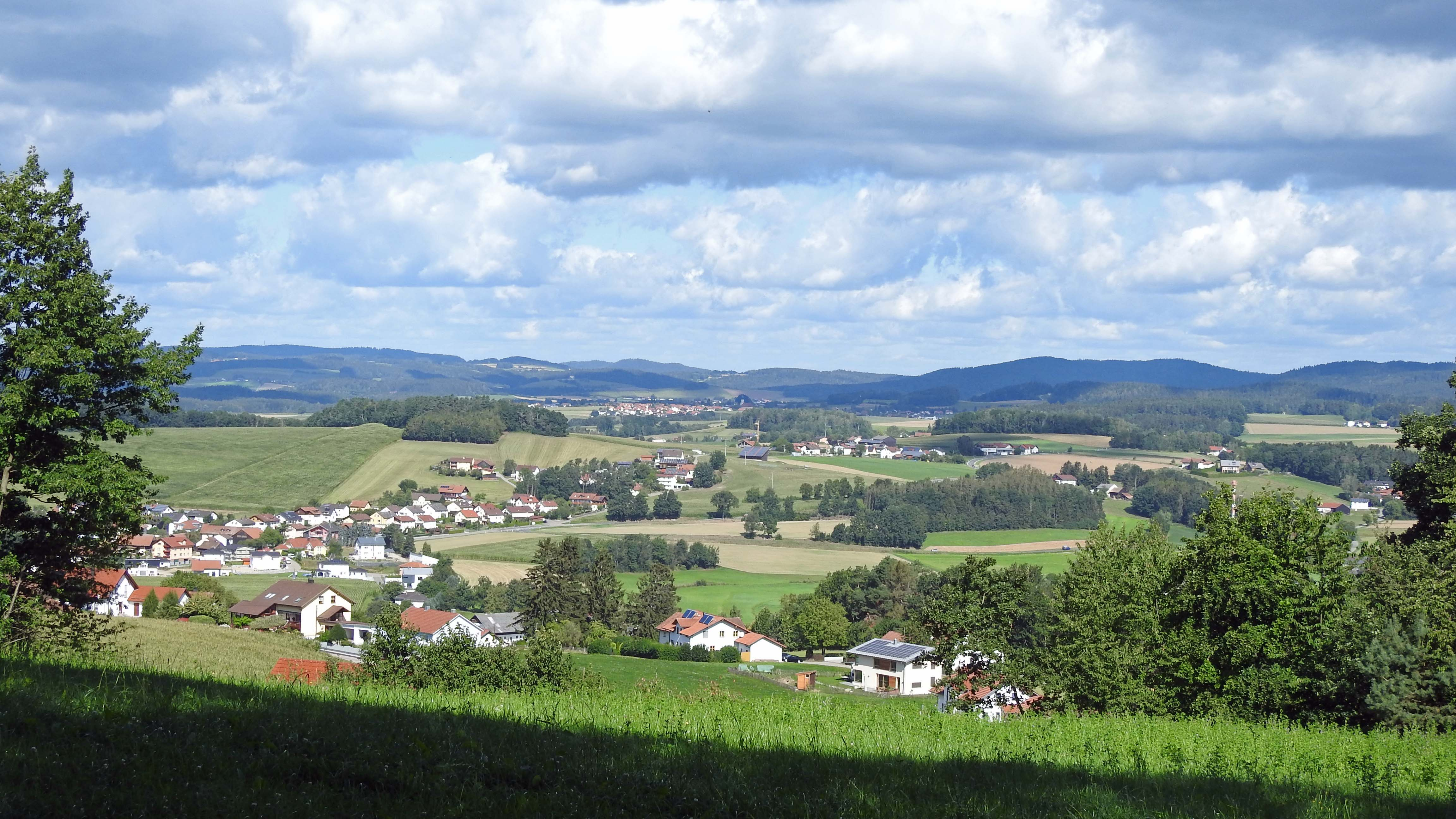
Blick vom Chamer Weinberg nach Pemfling

## Geographie

### Geographische Lage
Pemfling liegt in der Region Regensburg nahe der Kreisstadt Cham (Oberpfalz) im Naturpark Oberer Bayerischer Wald.

### Nachbargemeinden
Die Nachbargemeinden (im Uhrzeigersinn) sind: Schönthal, Waffenbrunn, Cham, Pösing, Stamsried, Rötz.
| Rötz 10 km     | Schönthal 10 km                             | Schönthal 10 km  |
| Stamsried 6 km | Kompassrose, die auf Nachbargemeinden zeigt | Waffenbrunn 4 km |
| Pösing 6 km    | Cham 7 km                                   | Cham 7 km        |

### Gemeindegliederung
Es gibt 28 Gemeindeteile (in Klammern ist der Siedlungstyp angegeben):
- Albersdorf (Weiler)
- Au (Weiler)
- Aumühle (Einöde)
- Beutelsbach (Dorf)
- Bierlhof (Einöde)
- Birkmühle (Einöde)
- Buchermühle (Einöde)
- Elsing (Dorf)
- Engelsdorf (Dorf)
- Fichthof (Einöde)
- Frieding (Weiler)
- Grafenkirchen (Pfarrdorf)
- Großbergerdorf (Dorf)
- Haid bei Pitzling (Dorf)
- Höfenmühle (Einöde)
- Höllmühle (Einöde)
- Kager (Dorf)
- Kreuth (Dorf)
- Löwendorf (Dorf)
- Oberdeschenried (Dorf)
- Pemfling (Pfarrdorf)
- Pitzling (Dorf)
- Rackelsdorf (Dorf)
- Rannersdorf (Weiler)
- Ried (Weiler)
- Schiltlmühle (Einöde)
- Schmitzdorf (Dorf)
- Wöhrhof (Weiler)

Es gibt die Gemarkungen Engelsdorf, Grafenkirchen, Kager, Pemfling, Pitzling und Rhanwalting. Teile der Gemarkung Rhanwalting befinden sich auch in Cham und Waffenbrunn.

## Geschichte

### Entstehung der Ortsnamen
Quelle:Die Ortsnamen des Bezirksamtes Cham, Schmidt, Willibald, Brunner, Johann, o. J., Universitätsbibliothek Regensburg, Historischer Verein für Oberpfalz und Regensburg, urn:nbn:de:bvb:355-ubr02395-0065-0

Albersdorf: Siedlung des Albero
Au : auwa (ahd), ouwe (mhd), au (nhd); verwandt mit aqua (lat. Wasser): Wasserland, nasse Wiese
Beutelsbach: 1642 Peutelsbach; Beutel, Büttel ein Bestimmungswort für Brunnen, ahd. biutta Trog, Mulde,
Birkmühle: Mühle bei den Birken
Elsing: 1474 Ölsing, Siedlung eines Elis
Engelsdorf: 1458 Engelestorff, 1491 Siedlung des Engel
Fichthof: Hof bei den Fichten
Frieding: 1003 Fridinga, 1240 Fridingen, Siedlung eines Friedo
Grafenkirchen: 1452 Gravenkirchen, 1698 Grafenkirchen, Siedlung eines Gravo
Großbergerdorf: Deutsch-Großbergerdorf im Gegensatz zum slawischen Windisch-Bergerdorf
Höllmühle: Mühle in der Höll, (ahd) hella, (mhd) helle = tiefes Tal, wilde Schlucht, abgelegener Ort
Kager: Kag = Gehag, (ahd) hac, (mhd) Einhegung, lebende Hecke, kag =Erdaufwurf mit Stauden
Oberdeschenried: ca. 1300 Oberteschenreuth
Pemfling: 1350 Andreas der Pömflinger
Pitzling: 1135 Putzling, 1642 Pützling, Siedlung eines Buzili oder Butzelin
Rackelsdorf: 1283 Siedlung eines Raccholf
Rannersdorf: 1240 Hofanlage des Rainolt
Ried: (mhd) riet der ausgerodete Holzwuchs, das Rodland
Schiltlmühle: 1455 Andre der Schilltel bei Engelsdorf

### Bis zur Gemeindegründung
Von 1267 bis Mitte des 15. Jahrhunderts ist der Ortsadel der Pemflinger nachweisbar. Pemfling gehörte zum Rentamt Straubing und zum Landgericht Cham des Kurfürstentums Bayern.
A ) Die Einbettung des Ortes in den bestehenden Verwaltungskörper gemäß Daten des 18. Jahrhunderts
Erst 1799 begann die Entwicklung der politischen Gemeinden, wie wir diese heute haben.
1.      Die Eigentümer und die Besitzer von Pemfling
Zuvor bestanden im damaligen Pemfling gemäß der Konskription von 1752 und der Hofanlegebücher von 1760 folgende materiellen Verhältnisse:

Eigentümer-Besitzer Pemfling 18. Jhdt.

Im 18. Jhdt. waren 96 % von Grund und Boden grundherrlich gebunden.       
Der Adel hatte (hier die Hofmark Waffenbrunn) besaß über 31 von 45 Anwesen das Obereigentum: „einschichtig Hfm Waffenbrunn“. Diese Anwesen waren meist überdurchschnittlich groß.
Hoffußeinteilung regelte auch die Besteuerung der Bauernhöfe:
- ganze Höfe/ halbe Höfe oder Hube/, Viertelhöfe oder Lehen/, Achtelhöfe oder Bausölden,/ Sechzehntelhöfe (gemeine Sölden),/ Häusl oder Leerhäusl (Zweiunddreißigstelhöfe)/ und wenn 2 Inhaber: Vierundsechzigstelhöfe

- Diese Einteilung konnte als Steuergrundlage nur dann aufrechterhalten werden, wenn stets dieselben Grundstücke bei dem gleichen Anwesen blieben. Sie bildete ein Haupthindernis für den freien Grundstücksverkehr. Es gab nur Verkauf, Tausch usw. von ganzen Gütern (‚Gebundenheit der Güter‘).

Leistungen der Bauern ('Grundholden')
- Gülden(Naturalabgaben),

- Stiftgeld(Pachtgeld)

- Scharwerkspflicht gemäß der Hofgröße ist „die Verpflichtung zu unentgeltlichen Arbeitsleistungen für öffentliche Zwecke oder die Herrschaft, sei es Gerichts- oder Grundherrschaft“[6]

Rechtsverhältnisse zwischen ‚Eigentümern‘ und ‚Besitzern‘
Die Leiherechte bis 1799:
- Freistift: (jederzeit mögliche Kündigung durch den Herrn)
- Neustift: Das Leiherecht muß beim Wechsel des Herrn erneuert werden
- Leibrecht (Leibgeding): auf die Lebenszeit des Bauern begrenzt
- Erbrecht: das Gut kann ohne weiteres auf die Erben des Beisitzers übergehen

1. Leibrecht und Erbrecht mussten durch Kauf erworben werden: Nutzeigentum, während
2. der Grundherr das Obereigentum hatte

Die Einbettung des Ortes in Stufen des damals bestehenden Staates:
Hofmarken, weltliche Herrschaften, geistliche Herrschaften (Vogteien), Städte und Märkte, herzögliche Eigengüter (Kastenämter)
Die Edelmannsfreiheit bestand seit 1557: Dieser Erlass gewährte dem Hofmarksbesitzer auf seinen 'einschichtigen' Gütern die Niedergerichtsbarkeit, genannt 'Edelmannsfreiheit'. Sie wurde 1808 aufgelöst
Grundentlastung oder Bauernbefreiung:
Bis 1808 wurden die Abgaben und Dienste der Bauerngüter (‚Grundlasten‘) vereinfacht, geregelt und schließlich abgeschafft.
Die 45 Bauern in Pemfling waren frei!

B ) Der Seelsorgebezirk Pemfling
Erste geschichtliche Belege
- Um 1309 ist ein Heinricus als plebanus de Pomfling nachweisbar.

- 1326 erscheint Pfarrei  im Pfarreienverzeichnis. –

- Das Präsentationsrecht besaß nachweislich von 1487-1649 der Erzdekan von Cham, seit 1665 das Domkapitel, seit 1817 der Landesherr, seit 1918/28 liegt das freie Verleihungsrecht beim Bischof.-

- 1556/57-1625 war Pemfling evangelisch.[7]

- 1626: 50 katholische Angehörige aus Kager und Engelsdorf haben sich bereits nach Stamsried gepfarrt. Fünf, durchaus große Höfe von Engelsdorf –Haus- Nr. 1, 2, 3, 7 und 17, sog. Ganze Höfe waren seit jeher in Stamsried angepfarrt, ‚gehörten‘ der Kirche von Stamsried.[8]

Orte des Seelsorgebezirks Pemfling im 18.Jhdt.
Pemfling, Waffenbrunn, Pitzling, Kager, Engelsdorf, Rannersdorf, Deschenried, Beutelsbach, Tiefenbach, Frieding, Kreuth, Grafenkirchen, Katzberg, Katzbach, Darstein, Esling, Darstein, Bergerdorf und weitere kleinere Orte.
C ) Geburten/Todesfälle von im Ort Pemfling Ansässigen: 1732 bis 1799
|                                                 | Kind | Mann | Frau |
| Geburten                                        | 665  |      |      |
| Anzahl der Gestorbenen (als Kind / Mann / Frau) | 344  | 148  | 164  |
| Anzahl der Gestorbenen von hundert: %           | 52   |      |      |
| Ø Alter                                         | 2,2  | 51,6 | 55,2 |

Heute (2025) liegt in Deutschland
- die Kindersterblichkeit  bei 0,4 %,
- die durchschnittliche Lebenserwartung bei Männern bei 78 Jahren, bei Frauen bei 83 Jahren.

Die Zahl der verstorbenen Kinder der Pemflinger war in folgenden Jahren besonders hoch:
| Gestorbene Kinder unter 12 Jahren in den Kalenderjahren: |             |      |      |      |      |            |      |      |      |
| 1732- 1733                                               | 1738 - 1740 | 1747 | 1760 | 1772 | 1789 | 1791 -1792 | 1796 | 1797 | 1798 |
| 17                                                       | 30          | 12   | 10   | 8    | 8    | 13         | 9    | 13   | 10   |

Unmittelbar nach der Geburt Gestorbene: Besonders hoch in den Jahren 1782 bis 1786
Hintergründe:
Das Wetter:
Die Zeitungen, auch die besonders renommierten, meldeten nichts zu den klimatischen Veränderungen ab 1783. Das Münchener Intelligenzblatt vom 08/07. 1783 gibt auf Seite 296f die Meinungen von Wissenschaftlern zu den Wettervorkommnissen wieder: Die vielen Blitzableiter hätten das elektrische Gleichgewicht zerstört, durch die Vulkanausbrüche in Italien und Sizilien würden das Salzwasser im Mittelmeer verdunsten lassen und somit den Schwefelgeruch verursachen usw.
Die Insel Formosa stand auch vollständig unter Wasser. Der Kaiser von China bestrafte die Versager: Er ließ sofort über 300 Mandarine (Männer der Verwaltung) köpfen.
Die Ursache:
Die damals nicht erkannte Ursache: Der Vulkanausbruch in Island vom 8. Juni 1783! Er dauerte acht Monate und brachte unendliches Leid und Not. Zunächst vernichteten Aschewolken die Ernten, sie ruinierten die Gesundheit, führten zu zahllosen Toten. Der Nebel war so dicht, dass man „höchstens eine Strecke von sieben Schritten übersehen konnte“. Entsetzlicher Hagel mit „dreyzackigen Eisstücken“, viele Tote durch Blitzschlag, verwüstete Äcker, ... mussten sich die Menschen auf Dächer flüchten, während Vieh, Bäume, Brücken und Hütten „unaufhaltbar dahingerissen wurden“, zahlreiche Anwesen wurden Raub der Flammen, Bäume, Sträucher und Feldfrüchte starben unter einem klebrigen Schwefelbelag ab, das Hochwasser legte Gräber frei, überall Ertrunkene. Dann kam es zu heftigsten Gewittern mit Hagel und Überschwemmungen. Der bayerische Churfürst verbietet am 1. August 1783 das Wetterläuten.
Die Pocken, Kinderplattern:
Was konnten die Leute in Pemfling wissen?
Ausgeübt wurden ‚bodenständige’ Berufe, Bauer, Schneider, Weber usw.
Lediglich am 14. September 1779 wird im Kirchenbuch der soeben Vater gewordene Stephan Kain ‚Chirurgus in Pemfling‘ genannt.
Und die Belesenen?
Erst Erkrankungen in Herrscherhäusern machten die Pocken zu einem wichtigen Pressethema:
1688 meldet eine angesehene Zeitung die Erkrankung von Prinz von Wallis  an Kinderpocken. Nun werden laufend weitere Fälle in Königshäusern gemeldet.
1758: Ursachen der Todesfälle : Pocken zu anderen Krankheiten: 1 zu 2,8.
13.04.1767 werden erfolgreiche Impfungen gegen die Pocken gemeldet.
1767 erkrankte auch Kaiserin Maria Theresia an Pocken, zwei Schwiegertöchter waren daran bereits verstorben: Die Thronfolge war gefährdet.

31.01.1778: „Ferdinand Maria Herzog in Bayern und Churfürst starb an Pocken.“   Diese Linie der Wittelsbacher stirbt mit ihm aus.
Die Angst um die Macht, die Herrschaft und die Ländereien machte sich breit.
Dynastien waren bedroht....

### Eingemeindungen
Im Jahr 1946 wurde die ehemalige Gemeinde Kager eingegliedert. Im Zuge der Gebietsreform in Bayern kam am 1. Januar 1972 die Gemeinde Engelsdorf mit ihren Gemeindeteilen Albersdorf, Engelsdorf, Höfenmühle, Oberdeschenried, Rannersdorf und Schiltlmühle und die Gemeinde Pitzling mit den Gemeindeteilen Au, Aumühle, Bierlhof, Frieding, Großbergerdorf, Pitzling und Ried hinzu, sowie Gebietsteile der Gemeinde Rhanwalting mit dem Ort Elsing. Grafenkirchen mit den Gemeindeteilen Beutelsbach, Birkmühle, Höllmühle, Löwendorf und Schmitzdorf folgte am 1. Mai 1978. Vom 1. Mai 1978 bis 31. Dezember 1979 gehörte Pemfling der Verwaltungsgemeinschaft Willmering an, seit 1. Januar 1980 hat die Gemeinde wieder eine eigene Verwaltung.

### Einwohnerentwicklung
Zwischen 1988 und 2018 wuchs die Gemeinde von 2095 auf 2224 um 129 Einwohner bzw. um 6,2 %.
| Jahr      | 1961 | 1970 | 1987 | 1991 | 1995 | 2000 | 2005 | 2010 | 2015 |
| Einwohner | 1966 | 1942 | 2083 | 2176 | 2212 | 2252 | 2254 | 2256 | 2217 |

## Politik

### Gemeinderat und Bürgermeister
Im Gemeinderat sitzen 14 ehrenamtliche Bürgerinnen und Bürger. Die Gemeinderatswahl am 15. März 2020 führte bei einer Wahlbeteiligung von 77 % zu folgendem Ergebnis:
| Partei                   | Stimmenanteil | Sitze |
| CSU                      | 40,2 %        | 6     |
| Freie Wähler             | 37,2 %        | 5     |
| Parteifreie Wählerschaft | 22,6 %        | 3     |

Erster Bürgermeister Bürgermeister ist seit 1. Mai 2008 Franz Haberl (CSU); er wurde zuletzt am 15. März 2020 mit 58,8 % der gültigen Stimmen wieder gewählt.

### Wappen
| Wappen von Pemfling | Blasonierung: „Unter silbernem Schildhaupt, darin ein blauer Kantenlinksbalken, in Rot über einem silbernen schwebenden Andreaskreuz ein silberner Zickzackbalken.“ |
| Wappen von Pemfling | Das Wappen wird seit 1983 geführt. |

## Baudenkmäler

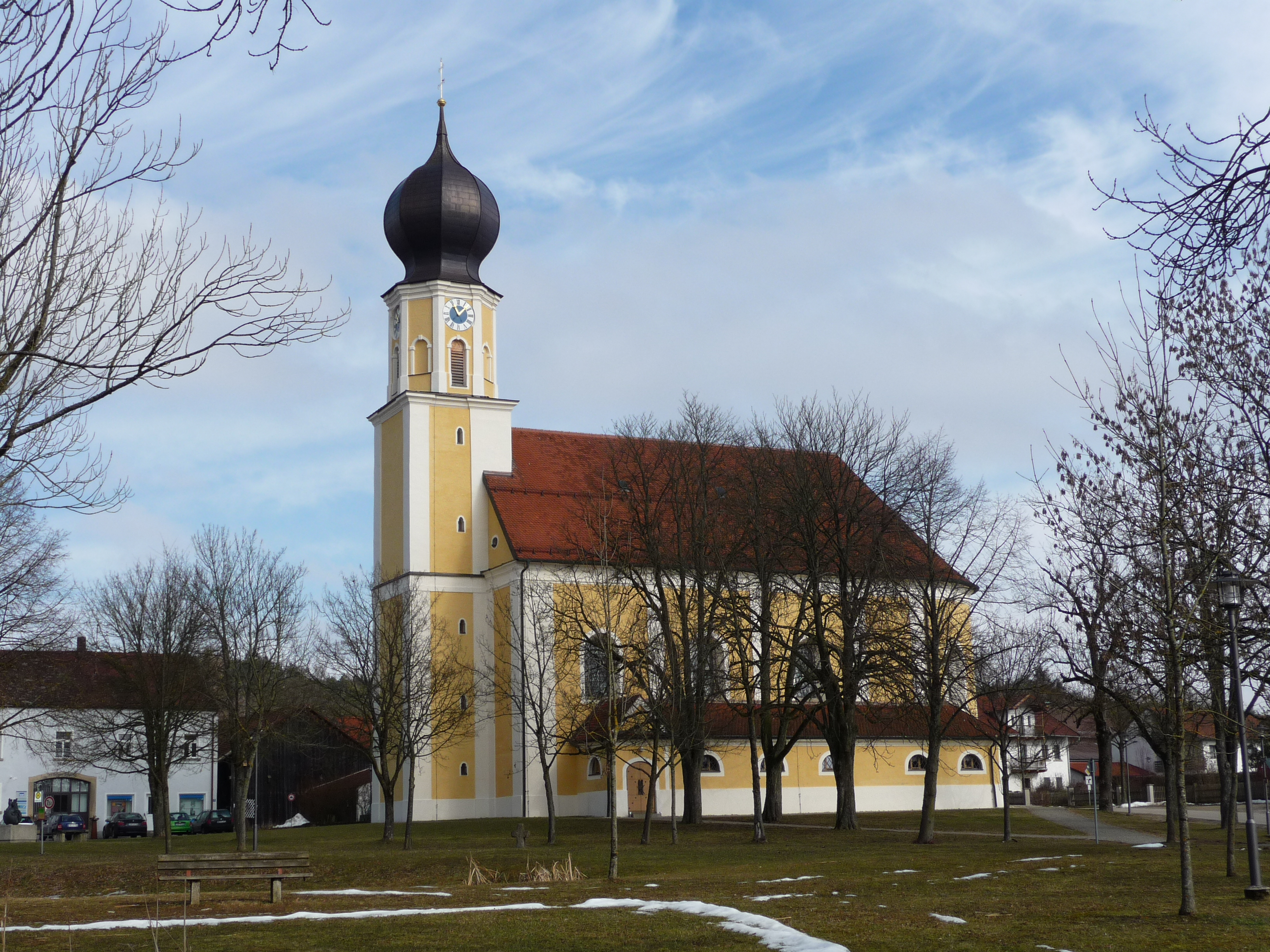
Pfarrkirche St. Andreas zu Pemfling

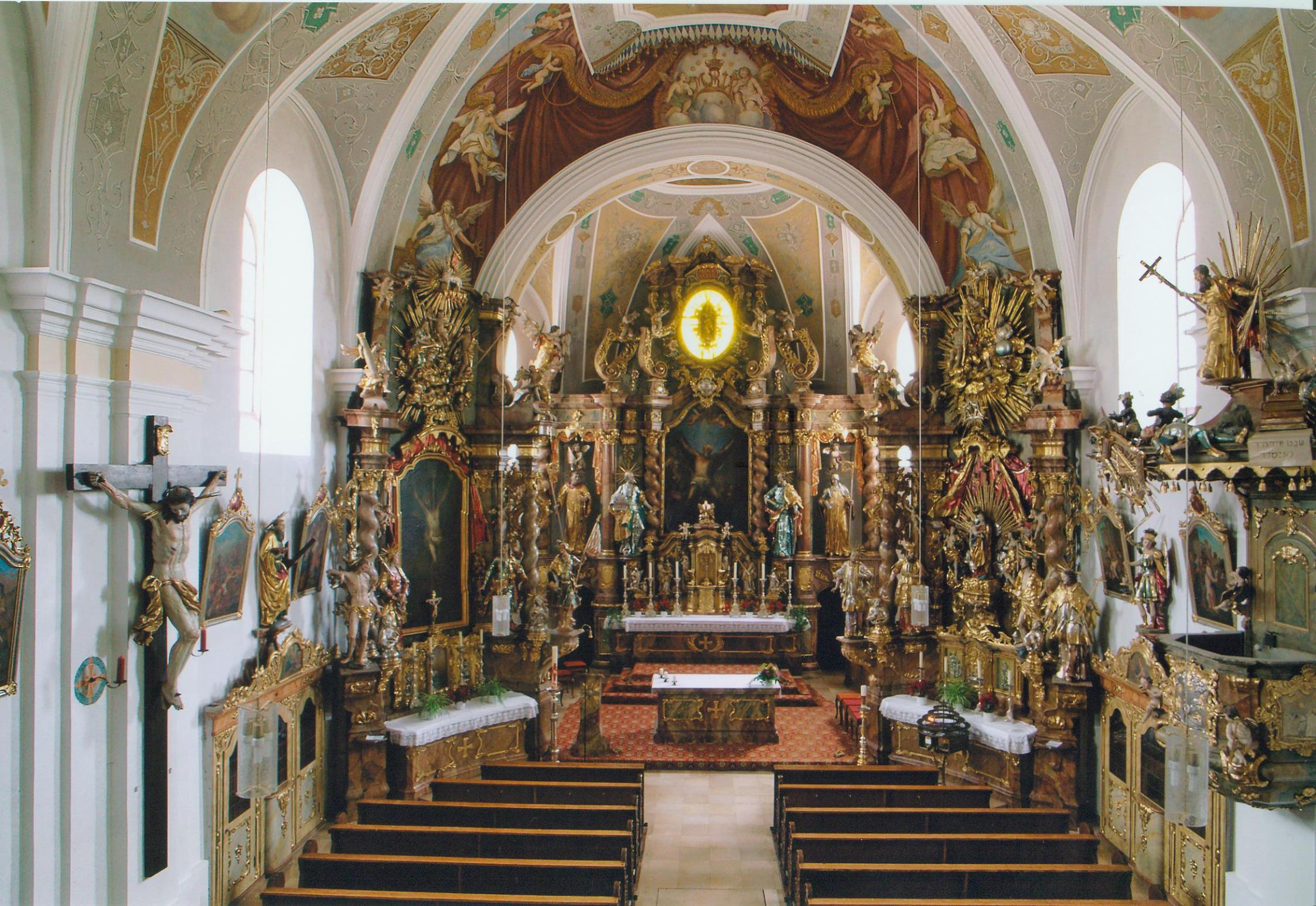
Innenansicht der Pfarrkirche Pemfling

- Das älteste Gebäude des Ortes war bis zum Abriss im Jahr 2010 der Zehentstadel, dessen Grundmauern noch aus dem Mittelalter stammten. Der Abriss des denkmalgeschützten und ortsprägenden Gebäudes wurde vom Landratsamt auf Betreiben der Eigentümer genehmigt. Der Eigentümer argumentierte mit unzumutbaren Wohnverhältnissen und plant, dafür einen Neubau zu erstellen.[25]
- Burg Kager
- Schloss Pemfling

## Bodendenkmäler
- Burgstall Löwendorf
- Burgstall Rackelsdorf

## Wirtschaft und Infrastruktur

### Wirtschaft einschließlich Land- und Forstwirtschaft
2017 gab es in der Gemeinde 248 sozialversicherungspflichtige Arbeitsplätze. Von der Wohnbevölkerung standen 920 Personen in einem versicherungspflichtigen Beschäftigungsverhältnis. Damit war die Zahl der Auspendler um 672 Personen größer als die der Einpendler. 24 Einwohner waren arbeitslos. 2016 gab es 86 landwirtschaftliche Betriebe; von der Gemeindefläche waren 2222 Hektar landwirtschaftlich genutzt.

### Bildung
Es gibt folgende Einrichtungen:
- Kindertagesstätte mit 62 Plätzen und 76 Kindern (Stand 1. März 2018) und
- Grundschule mit fünf Lehrkräften und 65 Schülern (Schuljahr 2018/19).[26]